# Bahnhof Berlin-Adlershof
Der Bahnhof Berlin-Adlershof ist ein S-Bahn- und ehemaliger Fernbahnhof im gleichnamigen Berliner Ortsteil Adlershof des Bezirks Treptow-Köpenick. Er befindet sich an der Bahnstrecke Berlin–Görlitz (Görlitzer Bahn), nördlich des Grünauer Kreuzes mit dem Berliner Außenring. Der Bahnhof wurde bis 2011 umfassend modernisiert.

## Geschichte
Bevor ein Bahnhof im eigentlichen Sinn gebaut wurde, gab es zwei Haltepunkte an der Görlitzer Bahn. Der heutige Bahnhof steht etwa auf Höhe des seit 1876 in den Plänen verzeichneten nördlichen Bedarfshaltepunkts Bude 10 Adlershof an der Dorfstraße Adlershof (heute: Dörpfeldstraße), der südliche Haltepunkt Glienicke lag auf Höhe des Glienicker Wegs. Genutzt wurde der Haltepunkt auf freier Strecke schon seit 1872, allerdings wuchs das Fahrgastaufkommen so rasch, dass schon 1874 zwei Seitenbahnsteige errichtet wurden. Am 8. Januar 1894 wurde ein Empfangsgebäude am neuen Bahnhof Adlershof-Glienicke eröffnet und der Haltepunkt Glienicke aufgegeben. Seit Oktober 1901 hieß der Bahnhof Adlershof-Altglienicke, später Adlershof-Alt Glienicke.
Mit der Errichtung des Teltowkanals von 1900 bis 1906 kam es zu weitläufigen Umbauten und einem Anstieg der angesiedelten Industrie. 1905 begannen Umbauarbeiten im Zuge der Höherlegung der Görlitzer Bahn auf einen Damm. Bis 1907 entstanden so zwei Mittelbahnsteige, jeweils einer für die nun auf eigenen Gleisen verkehrende Vorortbahn (heutige S-Bahn) und für den Fernverkehr. Zeitgleich begann der Bau des Rangierwerks nördlich von Adlershof beim heutigen Bahnhof Berlin-Johannisthal, vormals Betriebsbahnhof Schöneweide, dessen Gleise vor Adlershof in die Görlitzer Bahn mündeten, und weitläufiger Gleisanlagen auf den Betriebsgeländen von Adlershof.
Im Jahr 1909 wurde die Straßenbahn Adlershof–Altglienicke eröffnet. 1912 folgte die Straßenbahn Adlershof–Cöpenick durch die Städtische Straßenbahn Cöpenick. Erst mit der Gründung der Berliner Straßenbahn 1920/1921 wurden beide Strecken zu einer gemeinsamen Linie durchgebunden.
Mit der Elektrifizierung der Vorortbahn 1928 fuhr diese ab 6. November 1928 ab Adlershof elektrisch. Ab 1. Januar 1935 wurde der Namenszusatz Alt Glienicke fallengelassen, der Bahnhof heißt seitdem Berlin-Adlershof.

### Bahnhofsumbau (1957–1969)

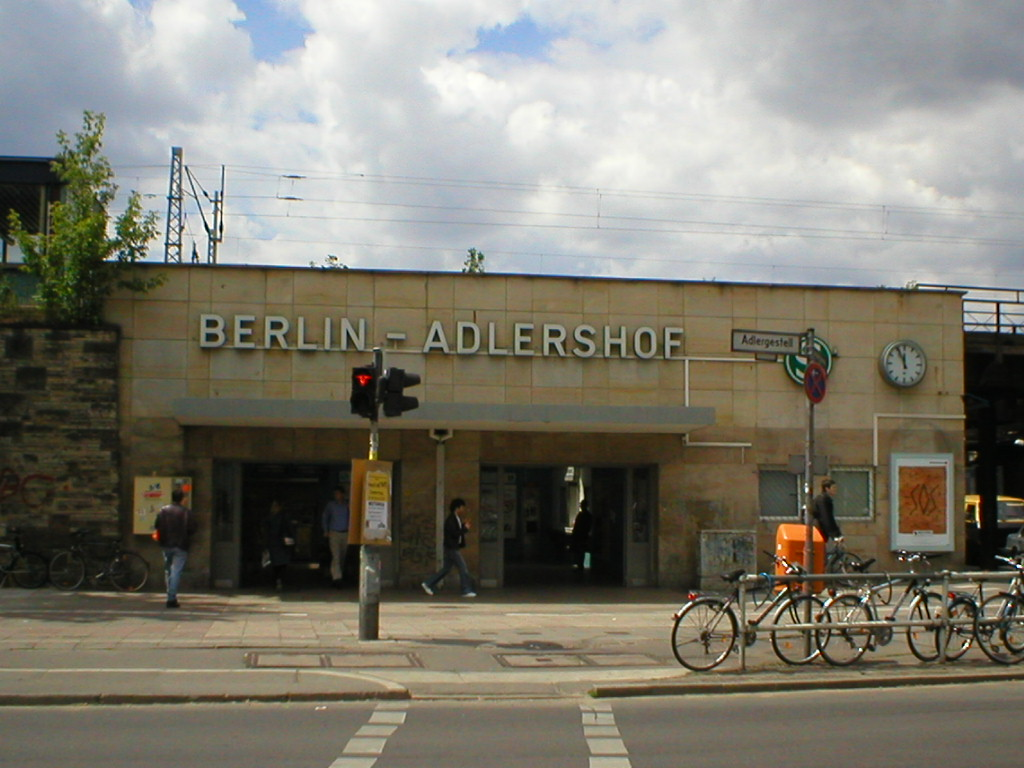
Das zwischen 1969 und 2007 am Bahnhof stehende Eingangsgebäude

Am 29. September 1957 wurde der Bahnsteig der Fernbahn aufgegeben und anschließend abgerissen. Das alte gründerzeitliche Empfangsgebäude, das etwa in Höhe des südlichen Fußgängertunnels lag, wurde 1964 abgerissen. Die Umbauarbeiten, in deren Verlauf 1960 neue Brückenüberbauten über die Rudower Chaussee eingesetzt wurden, brachten einen neuen Zuschnitt der Zugänge. Die neue Empfangshalle entstand im Kachelstil der 1960er Jahre an der Kreuzung Dörpfeldstraße/Adlergestell/Rudower Chaussee. Am 7. Oktober 1969 fand die Eröffnung des von den Architekten Horst Schubert und Manfred Groß entworfenen Gebäudes statt. Der Bahnhofsbereich blieb danach über 30 Jahre unverändert.

### Bahnhofsumbau (2006–2011)
Mit der Errichtung des Wissenschafts- und Wirtschaftsstandortes Adlershof (WISTA) ab 1992 kam der Wunsch nach einem leistungsfähigen modernen Bahnhof auf. Erste Pläne entstanden 1996, am 5. September 2002 lag die Konzeption des neuen Bahnhofs fertig vor. Allerdings wurde der für Ende 2003 bis 2006 angesetzte barrierefreie Umbau immer wieder verschoben.

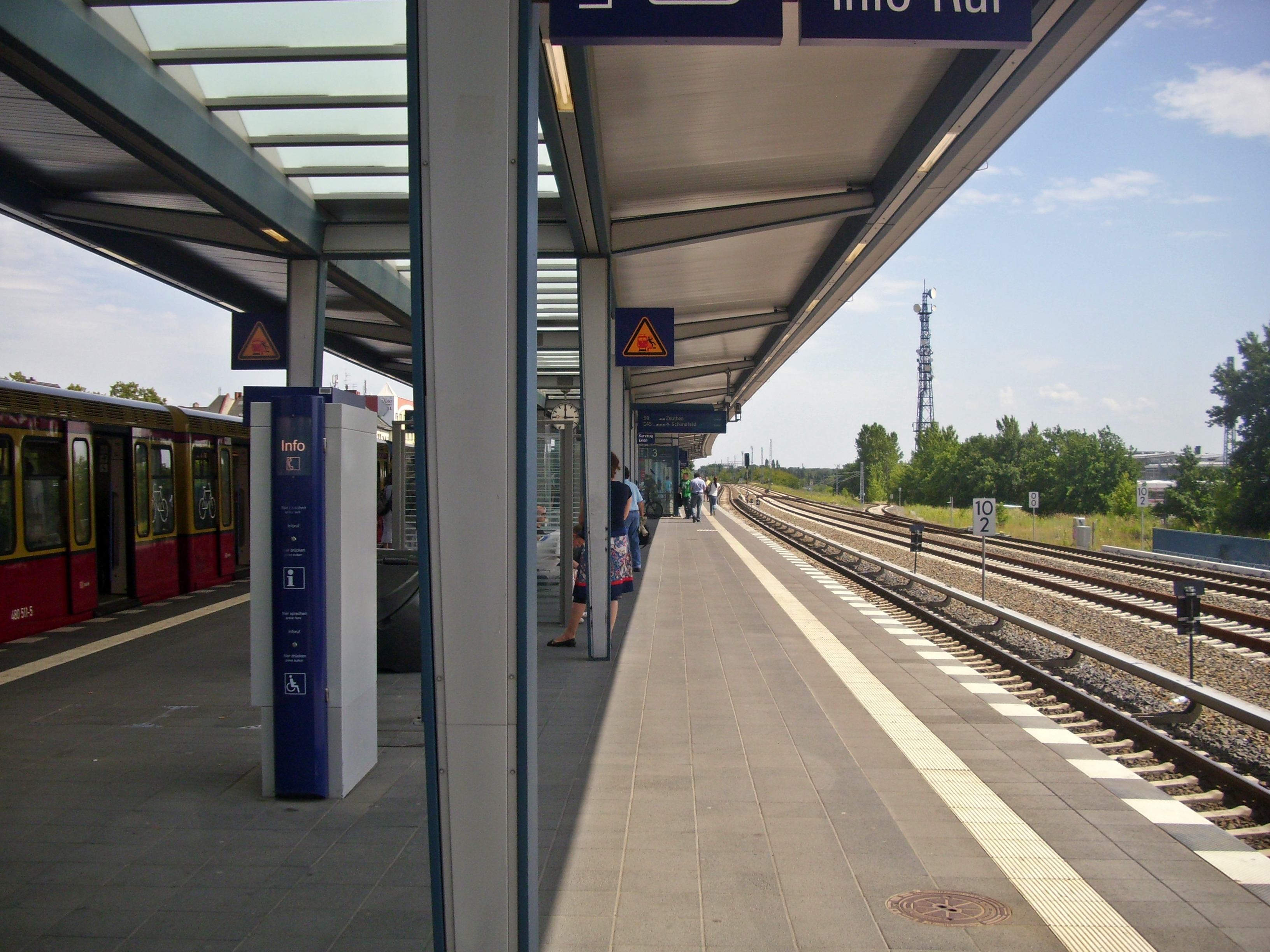
Neuer Bahnsteig

In einem Großprojekt wurden von 2006 bis 2010 sieben Brücken und drei Bahnhöfe an der Görlitzer Bahn in Berlin modernisiert oder neu errichtet. Die Arbeiten im Bahnhof Adlershof dauerten von Juli 2006 bis November 2011. Die Brücken, Empfangshallen, Aufgänge und der Bahnsteig wurden dabei vollständig durch Neubauten ersetzt. Die Brücken über die Rudower Chaussee wurden von 36 auf 54 Meter aufgeweitet, damit Straßenbahnen und Busse direkt darunter halten können.
Bis 1962 fuhr die Straßenbahn auf dem Adlergestell östlich des Damms der Görlitzer Bahn, seitdem führte sie am Bahnhof Adlershof auf der Rudower Chaussee unter den Eisenbahnbrücken und hatte danach einen Halt am südlichen Ausgang westlich des Damms. Dort liegt seit Stilllegung der Strecke nach Altglienicke 1993 eine Wendeschleife. Während des Bahnhofsumbaus wurde der Straßenbahnhalt temporär auf eine Dreieckswende auf dem Adlergestell östlich des Damms verlegt. Die Verlängerung der Straßenbahn auf dem Mittelstreifen der Rudower Chaussee nach Westen bis zur Karl-Ziegler-Straße wurde am 4. September 2011 eröffnet, die am Bahnhof befindliche Wendeschleife blieb für betriebliche Zwecke erhalten. Die Straßenbahnhaltestelle ist nun direkt unter den Eisenbahngleisen. Die Buslinien aus Richtung Rudower Chaussee werden seitdem kurz vor dem Bahnhof auf die Trasse der Straßenbahn geführt, um die Richtungsfahrbahn zu entlasten.
Beim Umbau erhielt der Bahnsteig eine nach Norden verschobene Lage. Während vorher der Zugang zum Empfangsgebäude am nördlichen Bahnsteigende lag und der südliche Zugang etwa in Bahnsteigmitte, liegt der Südeingang nun am südlichen Ende des Bahnsteigs. Ein neuer, zusätzlicher Zugang entstand von der Nordseite der Rudower Chaussee. Der neue Bahnsteigbereich wurde am 15. Juli 2009 eröffnet. Der südliche Zugangstunnel, der zuvor nur einen Eingang auf der Westseite hatte, erhielt einen weiteren Ausgang zum Adlergestell, der am 11. November 2010 geöffnet wurde. Die Bauarbeiten an der Unterführung sollten ursprünglich bis Ende 2010 abgeschlossen sein, zogen sich aber bis zum 30. November 2011 hin. An diesem Tag wurde die Rudower Chaussee wieder für den allgemeinen Durchgangsverkehr freigegeben.

## Anbindung
| Linie | Verlauf | Takt               |
| ----- | --- | ------------------ |
|       | Südkreuz – Tempelhof – Hermannstraße – Neukölln – Köllnische Heide – Baumschulenweg – Schöneweide – Johannisthal – Adlershof – Altglienicke – Grünbergallee – Schönefeld (bei Berlin) – Waßmannsdorf – Flughafen BER | 20 min             |
|       | Westend – Messe Nord/ZOB – Westkreuz – Halensee – Hohenzollerndamm – Heidelberger Platz – Bundesplatz – Innsbrucker Platz – Schöneberg – Südkreuz – Tempelhof – Hermannstraße – Neukölln – Köllnische Heide – Baumschulenweg – Schöneweide – Johannisthal – Adlershof – Grünau – Eichwalde – Zeuthen – Wildau – Königs Wusterhausen | 20 min             |
|       | Birkenwerder – Hohen Neuendorf – Bergfelde – Schönfließ – Mühlenbeck-Mönchmühle – Blankenburg – Pankow-Heinersdorf – Pankow – Bornholmer Straße – Schönhauser Allee – Prenzlauer Allee – Greifswalder Straße – Landsberger Allee – Storkower Straße – Frankfurter Allee – Ostkreuz – Treptower Park – Plänterwald – Baumschulenweg – Schöneweide – Johannisthal – Adlershof – Grünau (– Eichwalde – Zeuthen – Wildau)                                                        | 20 min             |
|       | Frohnau – Hermsdorf – Waidmannslust – Wittenau (Wilhelmsruher Damm) – Wilhelmsruh – Schönholz – Wollankstraße – Bornholmer Straße – Schönhauser Allee – Prenzlauer Allee – Greifswalder Straße – Landsberger Allee – Storkower Straße – Frankfurter Allee – Ostkreuz – Treptower Park – Plänterwald – Baumschulenweg – Schöneweide (– Johannisthal – Adlershof – Grünau) | 20 min (nur Mo–Fr) |
|       | Spandau – Stresow – Pichelsberg – Olympiastadion – Heerstraße – Messe Süd – Westkreuz – Charlottenburg – Savignyplatz – Zoologischer Garten – Tiergarten – Bellevue – Hauptbahnhof – Friedrichstraße – Hackescher Markt – Alexanderplatz – Jannowitzbrücke – Ostbahnhof – Warschauer Straße – Treptower Park – Plänterwald – Baumschulenweg – Schöneweide – Johannisthal – Adlershof – Altglienicke – Grünbergallee – Schönefeld (bei Berlin) – Waßmannsdorf – Flughafen BER | 20 min             |

Neben den S-Bahn-Linien ist der Bahnhof auch an das Omnibus- und Straßenbahnnetz der Berliner Verkehrsbetriebe mit folgenden Linien angeschlossen:
- Straßenbahn
  - M17: Falkenberg – S Schöneweide – Landschaftspark Johannisthal – S Adlershof
  - 61: S Schöneweide – Landschaftspark Johannisthal – S Adlershof – S Friedrichshagen – Rahnsdorf/Waldschänke
  - 63: Landschaftspark Johannisthal – S Adlershof – S Köpenick – Mahlsdorf, Rahnsdorfer Straße
- Bus
  - 162: Schlossplatz Köpenick – S Adlershof – U Rudow
  - 163: Schönefeld (bei Berlin) – S Adlershof – S Schöneweide/Sterndamm
  - 164: Flughafen BER – Terminal 5 – S Adlershof – S Köpenick
  - 260: S Adlershof – U Rudow via Altglienicke
  - N60: S Adlershof – Flughafen Schönefeld
  - N65: S Hackescher Markt – S Adlershof – Köpenick, Müggelschlößchenweg
  - N68: S Adlershof – Alt Schmöckwitz